# 磐石市抗日斗争纪念馆

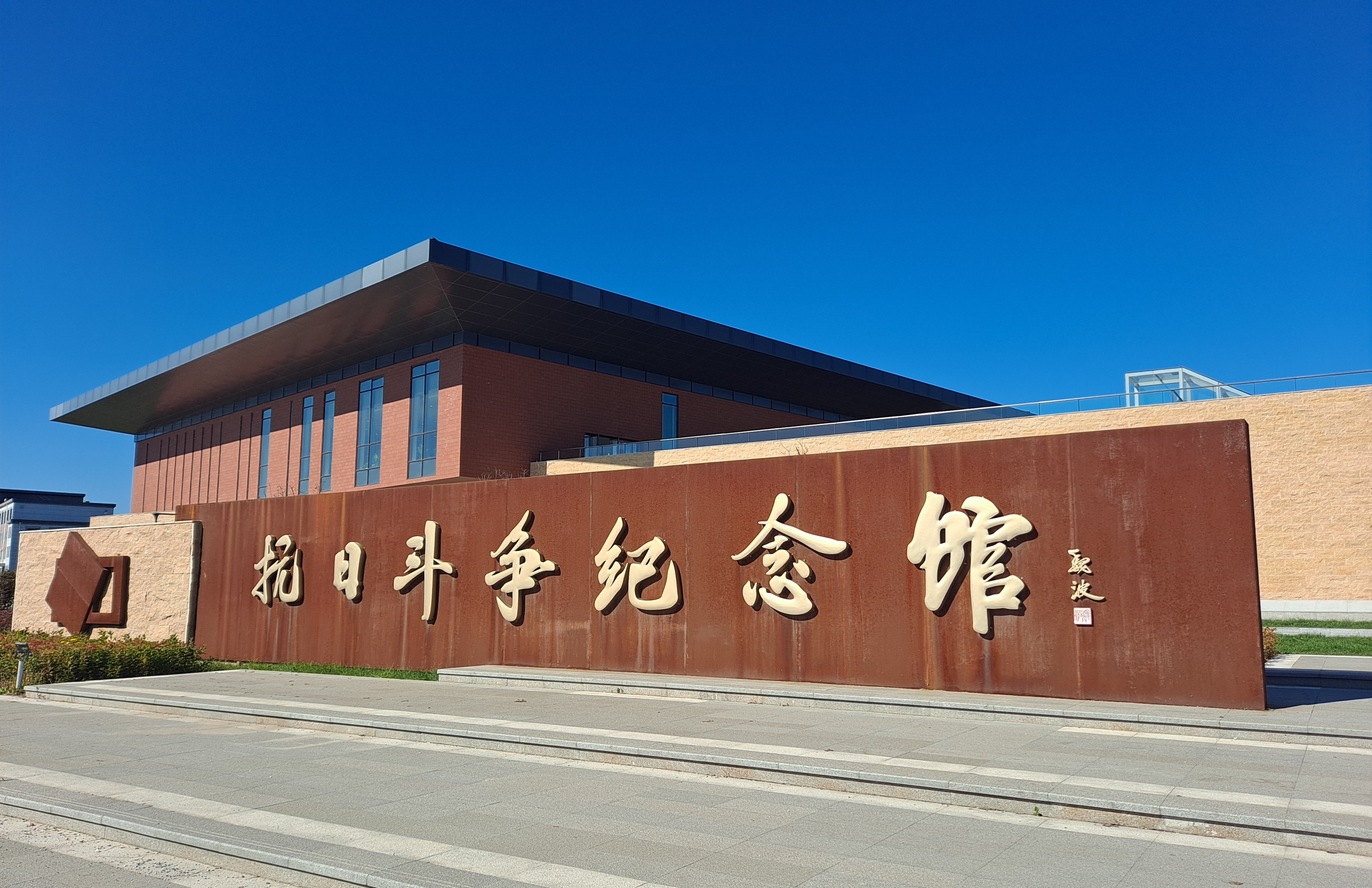
磐石抗日斗争纪念馆

磐石市抗日斗争纪念馆即磐石市博物馆是一个机构两块牌子，位于吉林省吉林磐石市仙人湖对面，是吉林省展览面积最大的抗日斗争纪念馆。

## 概况
磐石市博物馆（磐石市抗日斗争纪念馆）成立于2009年，隶属于磐石市文化广播电视和旅游局，2022年移入位于仙人湖对面的新馆舍。新馆舍建筑面积4896平方米，馆藏磐石地区考古出土文物和历史艺术文物6000余件（套），包括红石砬子抗日根据地出土的革命文物。馆舍展厅有上下两层，展览面积约2600平方米，由五个部分组成，设有50个展柜，展出文物278件。

## 外部联结
- 磐石市磐石市博物馆（磐石市抗日斗争纪念馆）官网